# ジェックス
ジェックス株式会社（GEX Co.,Ltd.）は、大阪府東大阪市今米に本社を置くペット用品の製造・販売をおこなう企業である。
コーポレート・メッセージは「このやさしさを人と社会へ」

## 概要
創業者で現会長の五味健により、観賞魚用品の輸入販売を目的に1977年に大阪府大東市で五味商事株式会社として創業ならびに設立される。翌年には観賞魚用エアーポンプを輸入販売するなど、同業界ではパイオニア的存在として知られる。
観賞魚用品事業での成功と同事業への経営資源の集中を期に現在の社名に変更すると共に、現在は観賞魚用品を中心に、猫、犬、爬虫類、ウサギ、ハムスターなどの小動物を対象にしたペット用品などに事業拡大している。
また、業務用大型水槽も取り扱っており、90cm水槽6本などの水槽や、くつろぎスペース用、金魚祭り用など各種ある。

## 取り扱い製品
- 水槽
  - 「アルネオシリーズ」
  - 「ラピレスクリアシリーズ」
  - 「ラピレスシリーズ」
  - 「ジェノアシリーズ」
  - 「マリーナシリーズ」

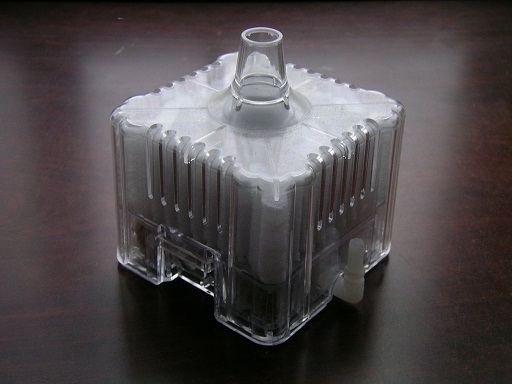
水中エアーリフト式フィルター「ロカボーイ」

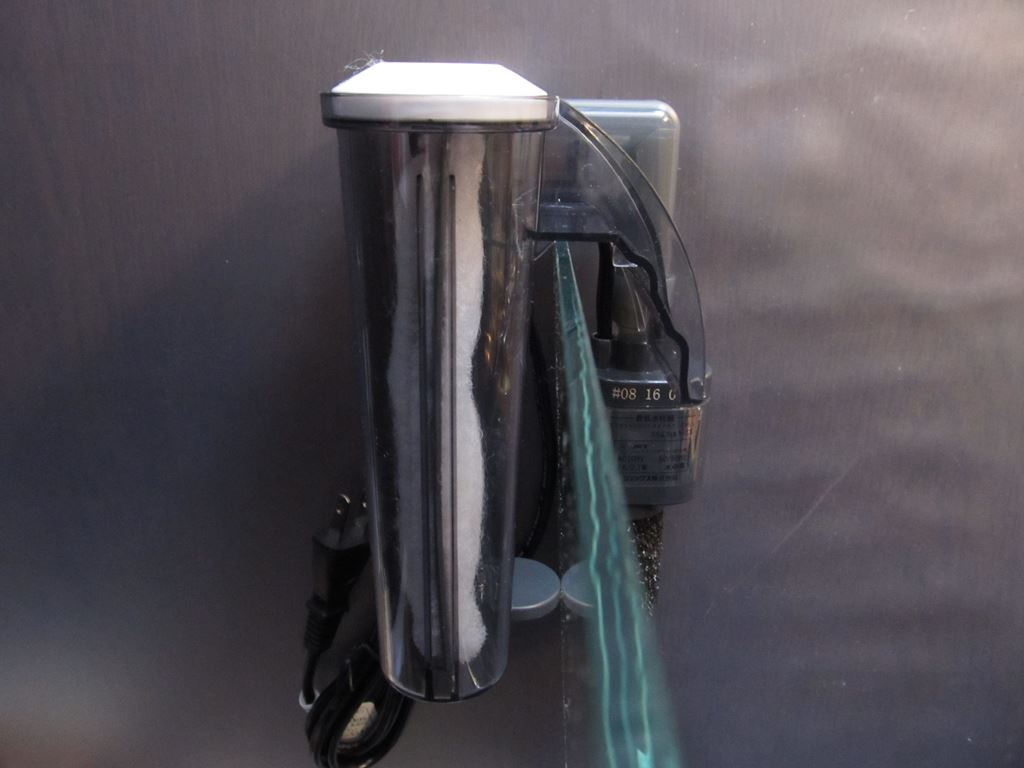
外掛式フィルター「スリム」SS

  - 「グラステリアシリーズ」高透過45度合わせ[2]。LX、LX Clear。

- 照明器具
  - 「クリアライトシリーズ」
  - 「クリスタルインバーターシリーズ」
  - 「クリスタルシャインシリーズ」

- エアーポンプ
  - 「e-AIRシリーズ」

- フィルター
  - ハイドロフィルターシリーズ・マルチベースフィルターシリーズ（底面式フィルター）
  - デュアルクリーンシリーズ・グランデシリーズ・サイフォンフィルターシリーズ（上部式フィルター）
  - ロカボーイシリーズ（エアーリフト式水中フィルター）
  - イーロカシリーズ（水中モーター式フィルター）
  - 簡単ラクラクパワーフィルターシリーズ・スリムフィルターシリーズ（外掛式フィルター）
  - メガパワーシリーズ （外部式フィルター）

- エアーストーン

- ヒーター
  - 「SAFE COVERシリーズ」

- クリーナー
  - クリーナーポンプ
  - マグネット式クリーナー

他、多数

## 参照項目
- アクアリウム
- 熱帯魚用アクアリウムのメーカーの一覧